# União Revolucionária (Peru)
O Partido da União Revolucionária foi um partido político peruano fundado pelo peruano Luis Miguel Sánchez Cerro em 1931. Governou junto com ele após vencer as eleições de 1931. Após sua morte, em 1933, foi liderado por Luis A. Flores Medina e se tornou um partido abertamente fascista.